# Vitbrynad apalis
Vitbrynad apalis (Apalis ruddi) är en fågel i familjen cistikolor inom ordningen tättingar. Den förekommer i sydöstra Afrika. Beståndet anses vara livskraftigt.

## Utseende och läte
Vitbrynad apalis är en slank sångare med grå och grön ovansida, ljus undersida med ett tydligt svart band på strupen, ett kort ögonbrynsstreck och mörkt öga. Arten liknar ringapalisen, men denna har ljust öga utan ögonbrynsstreck. Hanen sjunger fem till 15 snabba och upprepade kluckande toner. Honan ansluter ofta i duett med en mer melodisk drill.

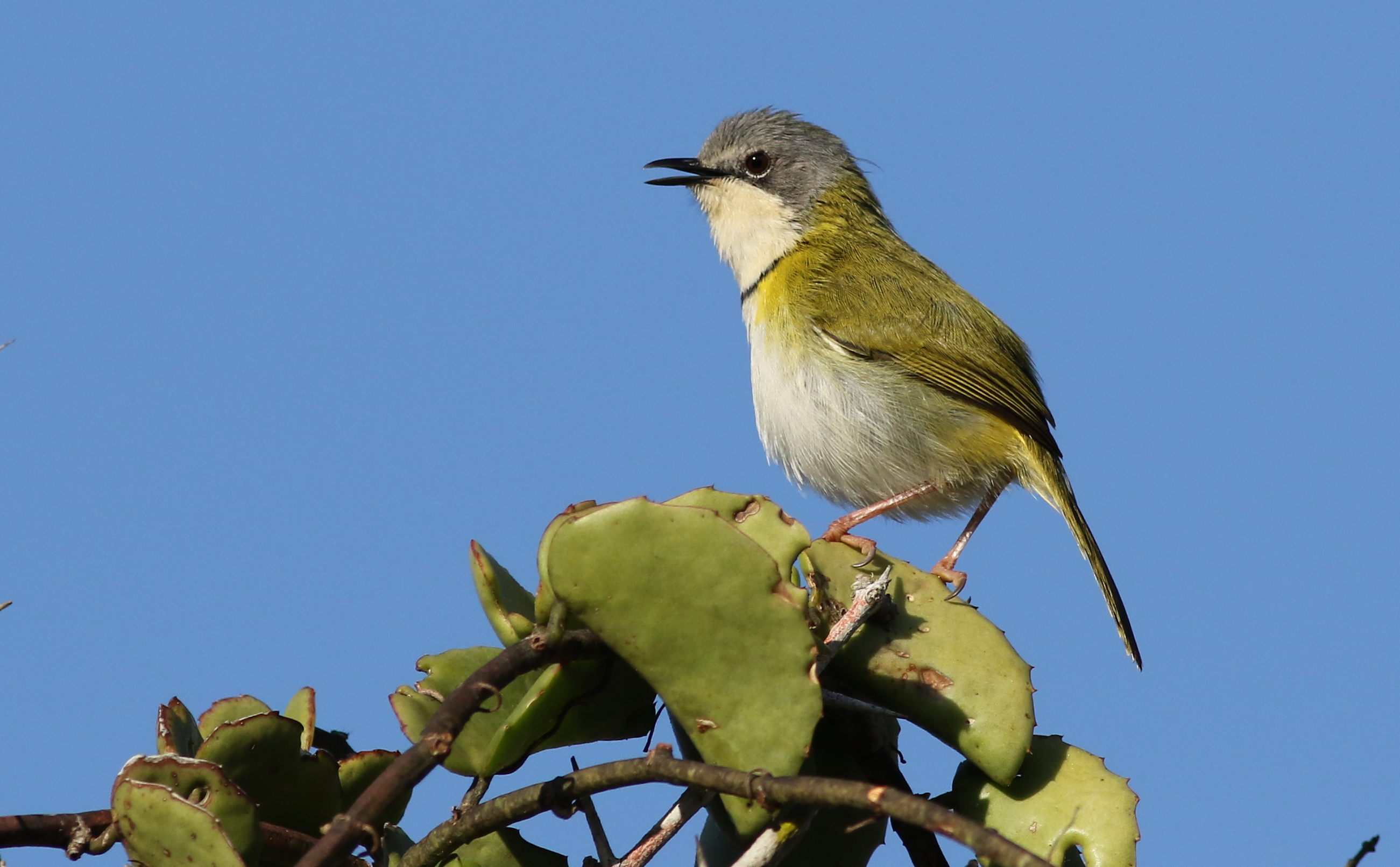

## Utbredning och systematik
Vitbrynad apalis förekommer i sydöstra Afrika. Den delas in i tre underarter med följande utbredning:
- Apalis ruddi caniviridis – förekommer i södra Malawi, utmed södra delen av floden Shire
- Apalis ruddi ruddi – förekommer i södra Moçambique mellan floderna Save och Nkomati
- Apalis ruddi fumosa – förekommer i allra sydligaste Moçambique (Maputo District), östra Swaziland och östra Sydafrika i norra KwaZulu-Natal

### Familjetillhörighet
Cistikolorna behandlades tidigare som en del av den stora familjen sångare (Sylviidae). Genetiska studier har dock visat att sångarna inte är varandras närmaste släktingar. Istället är de en del av en klad som även omfattar timalior, lärkor, bulbyler, stjärtmesar och svalor. Idag delas därför Sylviidae upp i ett antal familjer, däribland Cisticolidae.

## Levnadssätt
Vitbrynad apalis hittas i sanddyner, flodnära skogar, buskmarker och täta törnsnår. Där ses den vanligen i par, ibland som en del av större flockar.

## Status
Arten har ett stort utbredningsområde och beståndet anses vara stabilt. Internationella naturvårdsunionen IUCN listar den därför som livskraftig (LC). Beståndet är relativt begränsat, uppskattat till 13 500 vuxna individer.

## Namn
Fågelns vetenskapliga artnamn hedrar Charles Dunnel Rudd (1844-1916), engelsk entreprenör verksam i Sydafrika och sponsor för flera expeditioner i tropiska Afrika.